# Molí de Massegur
El Molí de Massegur és una obra de la Vall d'en Bas (Garrotxa) protegida com a bé cultural d'interès local. La casa pairal d'aquest molí ja es troba documentada els segles xiv i xv, però el molí no es construeix fins al segle xviii, època pròspera en que precisament es formà el veïnat que presidiria la masia.

## Descripció
És un edifici de dos cossos, un d'ells conforma la pallissa. Està orientat a sud i la teulada és a dues vessants. L'accés a la casa es fa per mitjà d'unes escales de pedra treballada i formades per un arc de mitja volta. La casa està datada de 1785, el material emprat és la roca volcànica, si bé també hi predomina la pedra treballada en les cantoneres dels portals i finestres. A la part del darrere hi ha una petita galeria adossada a la casa i després una pallissa en la que destaca un passadís. Sota el molí hi passa la riera.